# Gianni Flamini
Gianni Flamini, all'anagrafe Giovanni Flamini (Bologna, 8 agosto 1934 – Bologna, 18 febbraio 2025), è stato un giornalista, scrittore e storico italiano.
Personaggio stimato nel campo dell'informazione, è uno tra i maggiori esponenti dello studio riguardante i fenomeni terroristici che sconvolsero l'Italia negli anni settanta ed ottanta.

## Biografia
Proviene dalla scuola dei pistaroli, giornalisti d'assalto che indagano sui lati più oscuri della storia. In particolare Flamini si è interessato al terrorismo altoatesino e soprattutto all'eversione della "politica parallela" nata negli anni cinquanta fino alla scoperta della loggia P2.
Nel settembre 2007 gli è stato conferito il premio Marco Nozza per la categoria giornalismo d'inchiesta.

## Opere
- Un agosto tranquillo. Italgolpe. Cronaca di un colpo di stato, Roma, Edizioni Coines, 1971.
- Il partito del golpe. La strategia della tensione e del terrore dal primo centrosinistra organico al sequestro Moro, Bologna, Bovolenta editore, 1981-1985. (4 volumi: 1971/1973, 1973/1974, 1975/1976, 1976/1978).
- I pretoriani di Pace e Libertà. Storie di guerra fredda in Italia, Roma, Editori Riuniti, 2001. ISBN 9788835950639.
- Segreto di Stato. Uso e abuso, Roma, Editori Riuniti, 2002. ISBN 9788835951773. (con Claudio Nunziata)
- La banda della Magliana, Milano, Kaos, 2002. ISBN 9788879531115.
- Brennero Connection. Alle radici del terrorismo italiano, Roma, Editori Riuniti, 2003. ISBN 9788835953425.
- L'amico americano. Presenze e interferenze straniere nel terrorismo in Italia, Roma, Editori Riuniti, 2005. ISBN 9788835956785.
- Il bullo del quartiere. L'America alla ricerca di un impero. Cronologia (1979 - 2006), Baldini Castoldi Dalai, 2006. ISBN 9788884909305.
- L'Italia dei colpi di stato, Roma, Newton & Compton, 2007. ISBN 9788854109681.
- Il libro che lo stato italiano non ti farebbe mai leggere, Roma, Newton & Compton, 2008. ISBN 9788854112377
- Le anime nere del capitalismo, Roma, Newton & Compton 2009. ISBN 9788854114951
- Il libro che i servizi segreti italiani non ti farebbero mai leggere, Roma, Newton & Compton 2013. ISBN 9788854156906